# Воскресенское (Пермский край)
Воскресенское — село в составе Уинского муниципального округа в Пермском крае.

## Географическое положение
Село расположено в восточной части округа на расстоянии примерно 12 километров на юг-юго-восток по прямой от села Суда.

## Климат
Климат умеренно-континентальный. Зима продолжительная, снежная. Средняя температура января –170С. Лето умеренно-теплое. Самый теплый месяц - июль. Средняя температура июля +25 ˚С. Образование устойчивого снежного покрова происходит в среднем во второй декаде ноября, продолжительность снежного покрова – 170 дней. Средняя из наибольших декадных высот снежного покрова за зиму составляет 59 сантиметров. Почва промерзает в среднем на глубину 68–76 сантиметров. Разрушение устойчивого снежного покрова приходится на конец второй декады апреля. Годовая сумма осадков составляет в среднем 557 миллиметров.

## История
Село известно с 1734 года как деревня Смурыгино. В 1795 году уже отмечалось как село Воскресенское. В советский период истории существовали  колхозы «Восток» и «Заря», колхоз им. Одинцова и, наконец, сельхозартель «Победа» (ныне ООО «Воскресенское»). Село до 2006 года было центром сельсовета, с 2006 по 2018 центром Воскресенского сельского поселения, с 2018 до 2019 года входило в состав Судинского сельского поселения Уинского района. После упразднения обоих последних муниципальных образований имеет статус рядового населенного пункта Уинского муниципального округа. 

## Население
Постоянное население составляло 328 человек в 2002 году (94% русские), 296 человек в 2010 году.   